# Karel Dobbelaere
Karel Dobbelaere (ur. 16 września 1933 w Nieuwpoort, zm. 21 października 2024 w Heverlee) – belgijski socjolog religii; szczególnie uznany w dziedzinie teorii sekularyzacji (zarówno na poziomie teoretycznym jak i w badaniach empirycznych). Zajmuje się również zaangażowaniem religijnym i kościelnym oraz nowymi ruchami religijnymi. Autor wielu książek i publikacji tłumaczonych na wiele języków.

## Kariera zawodowa
- profesor socjologii – Katolicki Uniwersytet w Leuven i Uniwersytet w Antwerpii
- visiting profesor – między innymi w Japonii, Francji, USA
- przewodniczący i sekretarz generalny ISSR (International Society for Sociology of Religion)

## Sekularyzacja: trzy poziomy analizy
Sekularyzacja: trzy poziomy analizy to tytuł jednej z książek Dobbelaere'a. Autor przedstawia w niej trzypoziomową analizę procesu sekularyzacji. 
- Pierwszym poziomem wyróżnionym przez autora jest sekularyzacja społeczna. W tym przypadku mamy do czynienia ze zjawiskiem, w wyniku którego religia, która była do tej pory nadrzędną częścią życia społecznego staje się równorzędna względem pozostałych podsystemów. Religia traci swoją pozycję, elity religijne nie kontrolują już działania innych instytucji. Sekularyzacja społeczna oznacza zmniejszanie się zakresu dziedzin, w których religia odgrywała ważną rolę. Społeczeństwo zaczyna się racjonalizować, "odczarowuje" świat, człowiek chce wszystko kontrolować. Proces sekularyzacji społecznej przyczynia się do powstania "niewidzialnej" religii, o której, w swojej książce "Niewidzialna religia: problem religii we współczesnym świecie", pisze Thomas Luckmann.

W ramach sekularyzacji społecznej pojawiły się dwie główne tradycje:

- tradycja durkheimowska – mówiąca o tym, że znaczenie religii dla społeczeństwa w zasadzie się nie zmienia, a zmienia się jedynie jej forma. Na podobnym stanowisku stają Robert Bellah, Talcott Parsons i Thomas Luckmann, który mówi o znaczeniu religii dla jednostki.

- podejście weberowskie – tutaj Dobbelaere wskazuje na trzy dychotomie:

1. społeczność (relacje między jednostkami opierają się na moralności wywodzonej z religii) / społeczeństwo (relacje między jednostkami kształtuje prawo świeckie)
2. racjonalny (ludzi postrzegają świat jako coś, co są w stanie kontrolować i przewizieć) / emocjonalny (ludzie wierzą, że światem kieruje jakaś nadnaturalna siła)
3. sfera prywatna (w sferę tą nie wkraczają instytucje świeckie) / sfera publiczna (podzielona jest na instytucje, które coraz bardziej się specjalizują).

Dobbelaere wskazuje również na dwa inne kierunki teorii sekularyzacji: kulturowe podejście Bella do religii oraz systemowe podejście Luhmanna do religii. 
- Drugim poziomem analizy procesu sekularyzacji jest, według Dobbelaere'a, sekularyzacja organizacyjna. Religia, dostosowując się do zsekularyzowanego świata i do pluralistycznej sytuacji rynkowej, zaczęła przekształcać swoje struktury i stała się zbiurokratyzowana. Instytucje religijne musiały zainteresować ludzi tym, co mogłaby im zaoferować. Zaczęły powstawać również nowe religie.

- Trzeci poziom to sekularyzacja indywidualna. Świadczy o niej fakt, że coraz mniej ludzi należy do Kościołów, a jeśli należą, to ich związek z nimi nie jest już zbyt silny. Popularne stają się nowe formy religii, które łączą w sobie elementy różnych tradycji i wierzeń. Ludzie tworzą w sferze prywatnej luckmann'owską "niewidzialną" religię. Coraz częściej też mówią o swojej duchowości zastępując nią religijność. Nie poszukują związków z zinstytucjonalizowanym Kościołem[2].